# 吉良大弥
吉良 大弥（きら だいや、2003年5月30日 - ）は、日本のプロボクサー。大阪府門真市出身。東京農業大学中退。志成ボクシングジム所属。

## 来歴

### 幼少期
父親がキックボクシングジムを経営しており4歳からキックボクシングを始め、小学生になってから柔道とボクシングを始めた。2人の姉達と切磋琢磨しながら練習に励み格闘技の大会に出場した。

### アマチュア時代
ボクシングでは、2015年全国U-15ジュニアボクシング大会の32・5kg級決勝で坂間叶夢を破り優勝。中学1年になるとボクシングに専念した。
2019年、ボクシングの名門王寺工業高校に入学。高校1年時のインターハイと国体ではどちらも高見享介に判定負けを喫し優勝を逃した。10月にアラブ首長国連邦で開催されたASBC主催のアジアジュニア選手権50kg級で優勝し、大会最優秀選手にも選ばれた。高校2年時の全国高等学校ボクシング選抜大会を優勝。同年4月、ポーランドで開催されたAIBA世界ユース選手権フライ級に出場しベスト8まで勝ち進むもウズベキスタンのシャフゾッド・ムザファロフに判定負けを喫した。同年8月、高校3年時のインターハイを優勝して高校2冠を果たした。
2022年、東京農業大学に入学すると1部リーグ戦のレギュラーとして1年時から活躍し、フライ級の階級賞も得るなどしてチームの勝利に貢献した。パリオリンピックを目指し個人戦にも出場したが、全日本選手権の決勝で牧野草子に敗退。翌年の全日本選手権は階級を上げて五輪階級のフェザー級で出場したがトーナメント2回戦における韓亮昊との試合中、偶然のバッティングによる裂傷を負い1Rで試合がストップ、4-1の負傷判定負けを喫し、五輪への道が閉ざされた。その後、プロへ転向するため大学を2年で中退した。

### プロ時代
2024年5月7日にB級ライセンス（6回戦）でのプロテストを受け合格、同月15日に記者会見を開きプロ転向を発表した。
2024年6月27日、後楽園ホールにてデビュー戦をスーパーフライ級6回戦で行い、コムサン・カエウルエアン（タイ）に初回1分58秒でKO勝ち。
デビュー戦がWBAに評価され、WBA世界スーパーフライ級15位にランクイン。プロ転向後わずか1戦で異例の世界ランキング入りとなった。
2025年5月11日、大田区総合体育館にて110ポンド契約8回戦で、WBA世界ライトフライ級13位のジャクソン・サパタと対戦し、2度ダウンを奪って3-0(79-73、79-71、80-70)判定勝利を収めた。

## 人物・エピソード
- 東農大時代、プロ選手とスパーリングをする機会が多く、京口紘人、比嘉大吾、井岡一翔らプロの世界王者達と手合わせしていた[18]。特に井岡は東農大ボクシング部の先輩でもあり、スパーリングを行った際に井岡本人から直接プロ転向を誘われた経緯がある[19]。
- 名城信男、村田諒太、西田凌佑らを育てた名伯楽であり奈良の王寺工高時代に吉良を指導した高見公明監督（現日本ボクシング連盟男子強化委員長）は「吉良はセンス抜群。これまで見てきた中でも屈指の潜在能力の持ち主」と吉良の才能を絶賛している[2]。

## 戦績
- アマチュアボクシング - 52戦46勝（16RSC）6敗
- プロボクシング - 3戦3勝（2KO）無敗

| 戦           | 日付           | 勝敗 | 時間    | 内容    | 対戦相手                 | 国籍       | 備考           |
| ------------ | -------------- | ---- | ------- | ------- | ------------------------ | ---------- | -------------- |
| 1            | 2024年6月27日  | ☆    | 1R 1:58 | KO      | コムサン・カエウルエアン | タイ       | プロデビュー戦 |
| 2            | 2024年10月31日 | ☆    | 1R 1:19 | KO      | オルランド・ピノ         | ベネズエラ |                |
| 3            | 2025年5月11日  | ☆    | 8R      | 判定3-0 | ジャクソン・サパタ       | ベネズエラ |                |
| テンプレート |                |      |         |         |                          |            |                |

## 受賞歴

### アマチュアボクシング
- 2019年　ASBCアジアジュニア選手権大会 最優秀選手賞[7]